# Teratoscincus
Teratoscincus es un género de geckos que pertenece a la familia Sphaerodactylidae. Agrupa a 7 especies nativas de la Península arábiga (Catar, Emiratos Árabes Unidos, Omán), el oeste y sur de Asia, incluyendo Irán, Afganistán, Pakistán, Rusia, Kazajistán, Turkmenistán, Uzbekistán, Tayikistán, Mongolia y china.

## Especies
El género se compone de las siguientes especies:
- Teratoscincus bedriagai Nikolsky, 1900
- Teratoscincus keyserlingii Strauch, 1863
- Teratoscincus microlepis Nikolsky, 1900
- Teratoscincus przewalskii Strauch, 1887
- Teratoscincus roborowskii Bedriaga, 1906
- Teratoscincus scincus (Schlegel, 1858)
- Teratoscincus toksunicus G. Wang, 1989